# Nécropole nationale de Saint-Quentin

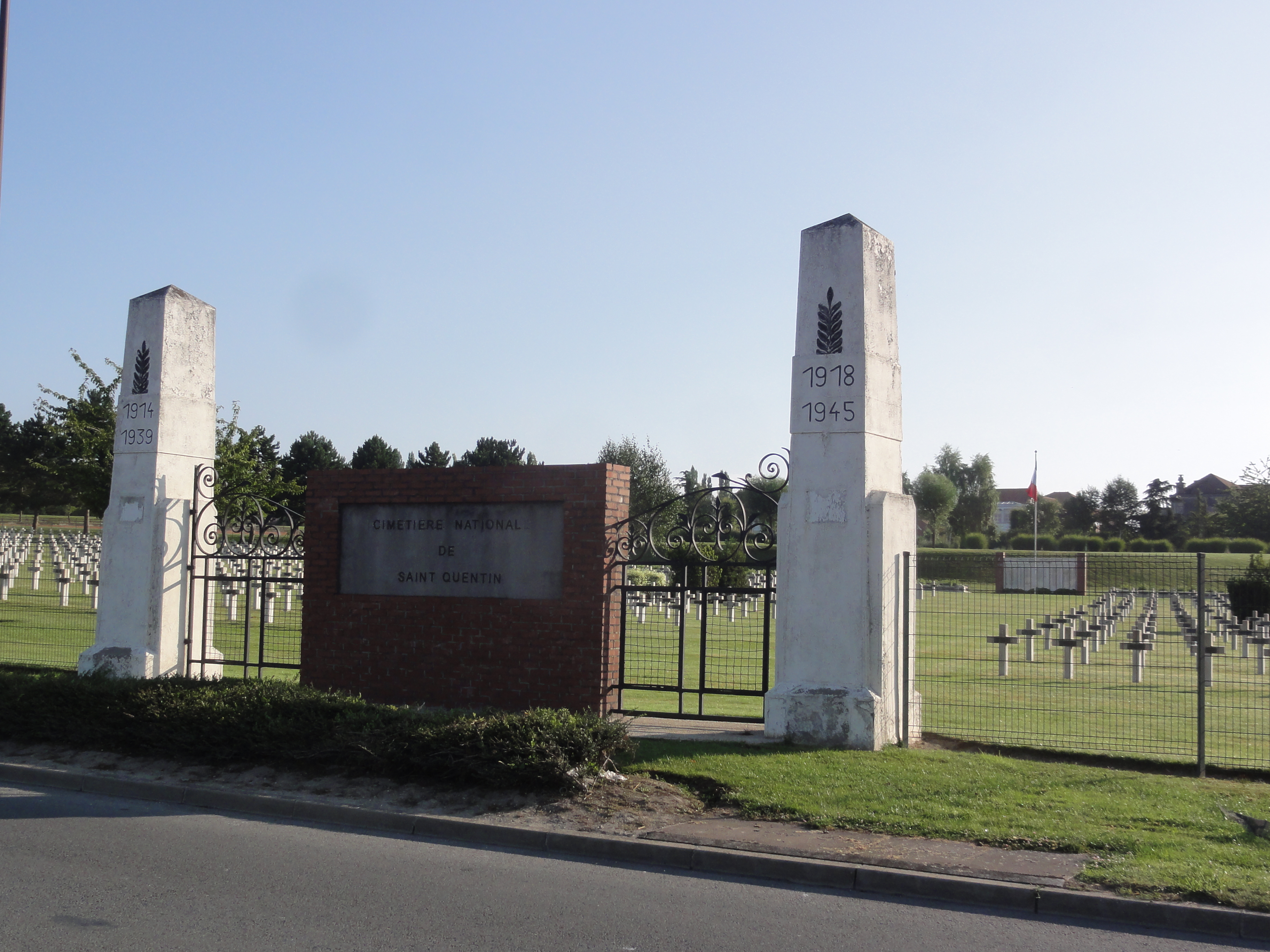
Saint-Quentin (Aisne), Necropole National

Die Nécropole nationale de Saint-Quentin ist eine französische Kriegsgräberstätte des Ersten Weltkriegs und Zweiten Weltkriegs. Sie liegt im Nord-Westen auf dem Gebiet der Gemeinde Saint-Quentin im Département Aisne am Rande der D 1029 - E 44, die Saint-Quentin mit Amiens verbindet.

## Krieg in der Aisne

### Erster Weltkrieg
Der Krieg in der Aisne fand in der Schlacht bei St. Quentin vom 28. bis 30. August 1914 sowie im Oktober/November 1918 statt. Die deutschen Truppen besetzten St. Quentin vom 28. August 1914 bis zum 2. Oktober 1918. In St. Quentin waren Krankenhäuser. Die deutsche Seite stationierte zur Verteidigung 2.000 russische Gefangene.

### Zweiter Weltkrieg
Vom September 1939 bis Juni 1940 wehrte das Zweite Marokkanische Saphis Regiment die Angriffe der deutschen Truppen ab und erlitt dabei starke Verluste.

## Der Friedhof
Der Friedhof wurde 1923 errichtet und von 1934 bis 1935 weiter ausgebaut. Im Jahr 1954 wurden dort dann im Zweiten Weltkrieg gefallene französische Soldaten zugebettet. Die Toten wurden von kleineren Kriegsgräber-Friedhöfen der Stadt und der Umgebung hierher überführt. 
Der Friedhof nimmt eine Fläche von 1,76 ha ein. 

## Die Toten
Hier ruhen 5273 Tote in Einzelgräbern und 1319 in Sammelgräbern.
Unter den Toten sind hier zwei rumänische und 117 russische Gefallene beigesetzt. Weitere 217 französische Gefallene des Zweiten Weltkriegs wurden aus verschiedenen Grablagen des  Départements Aisne zugebettet.
Es gibt eine Liste mit den Namen der Toten.

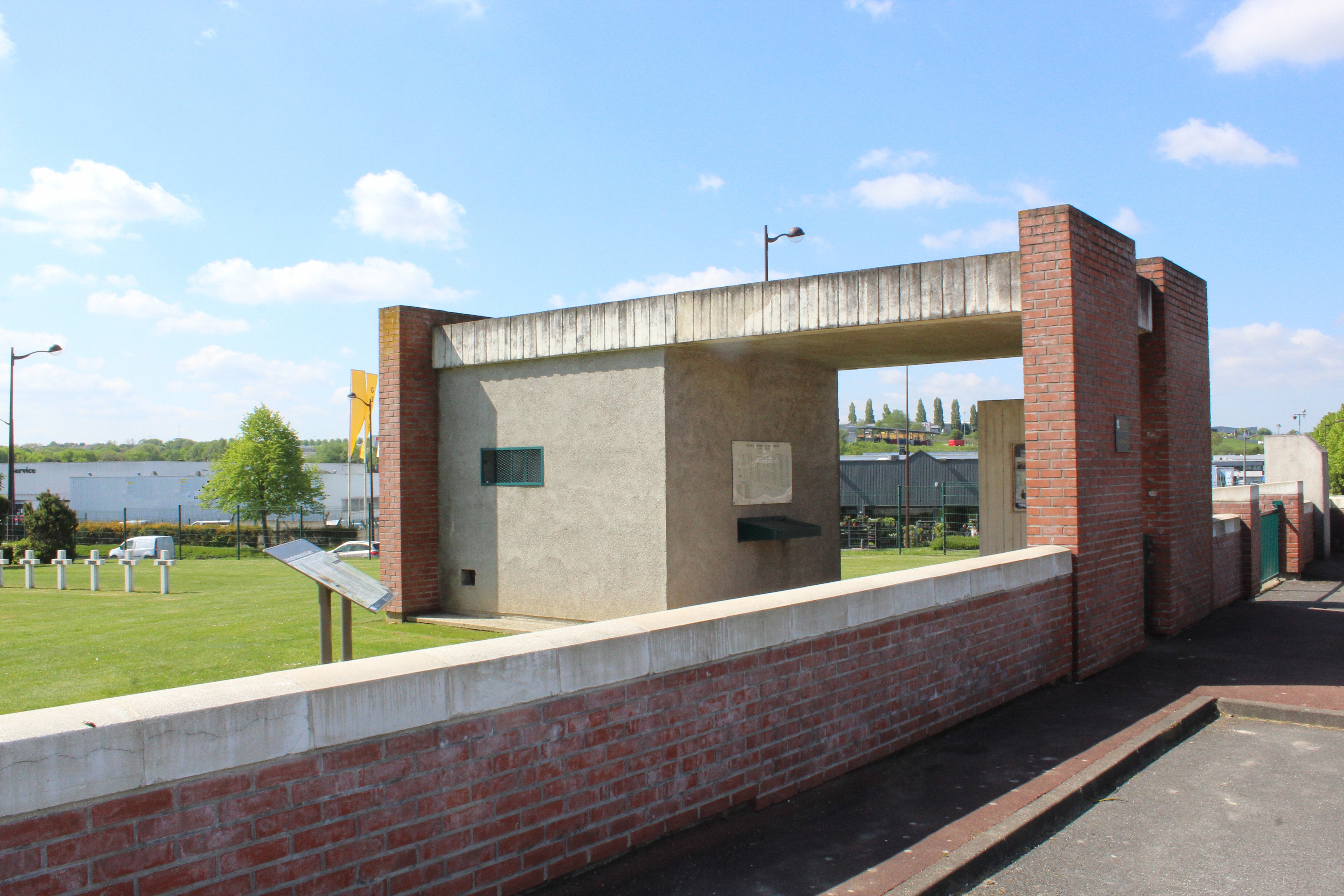
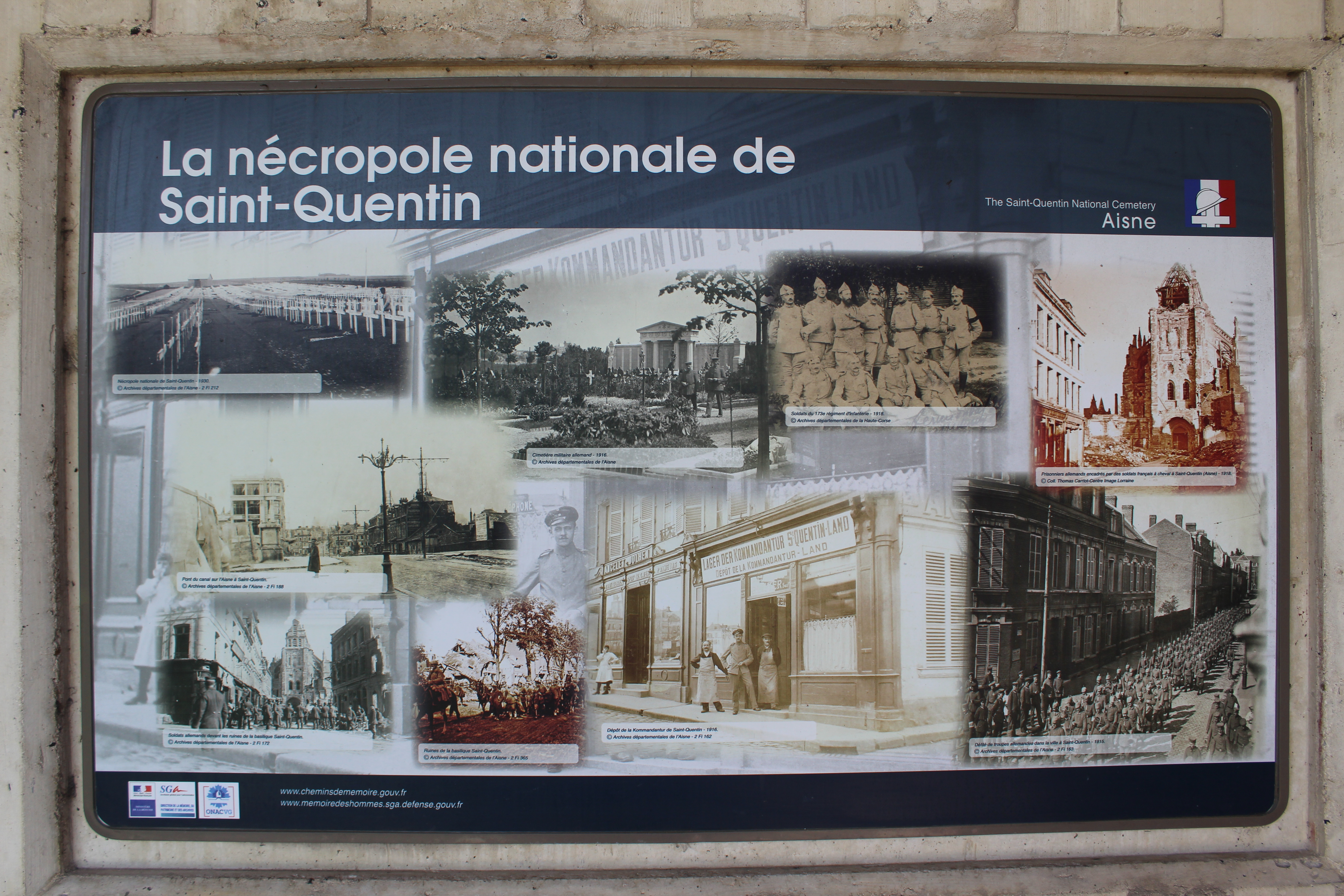
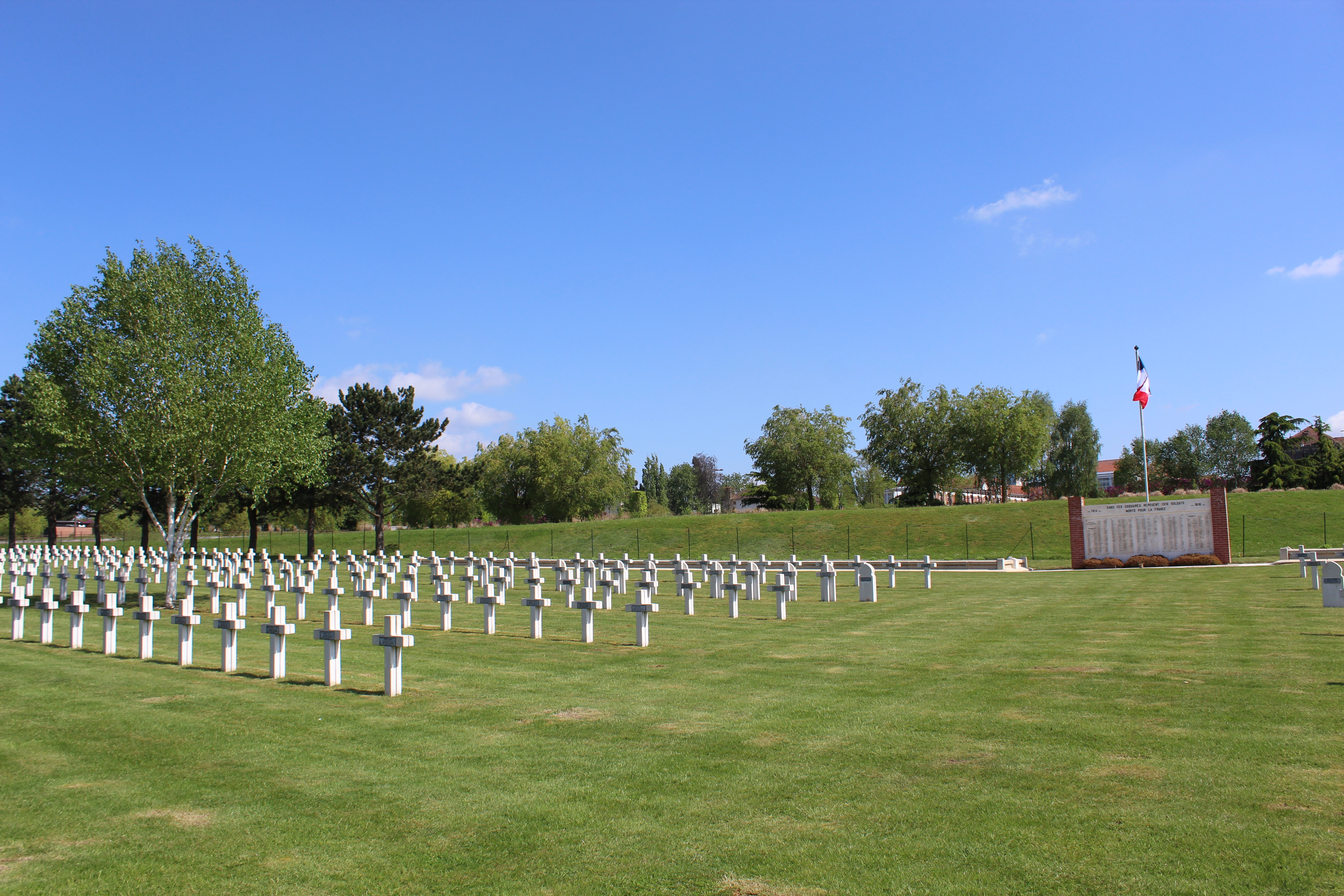
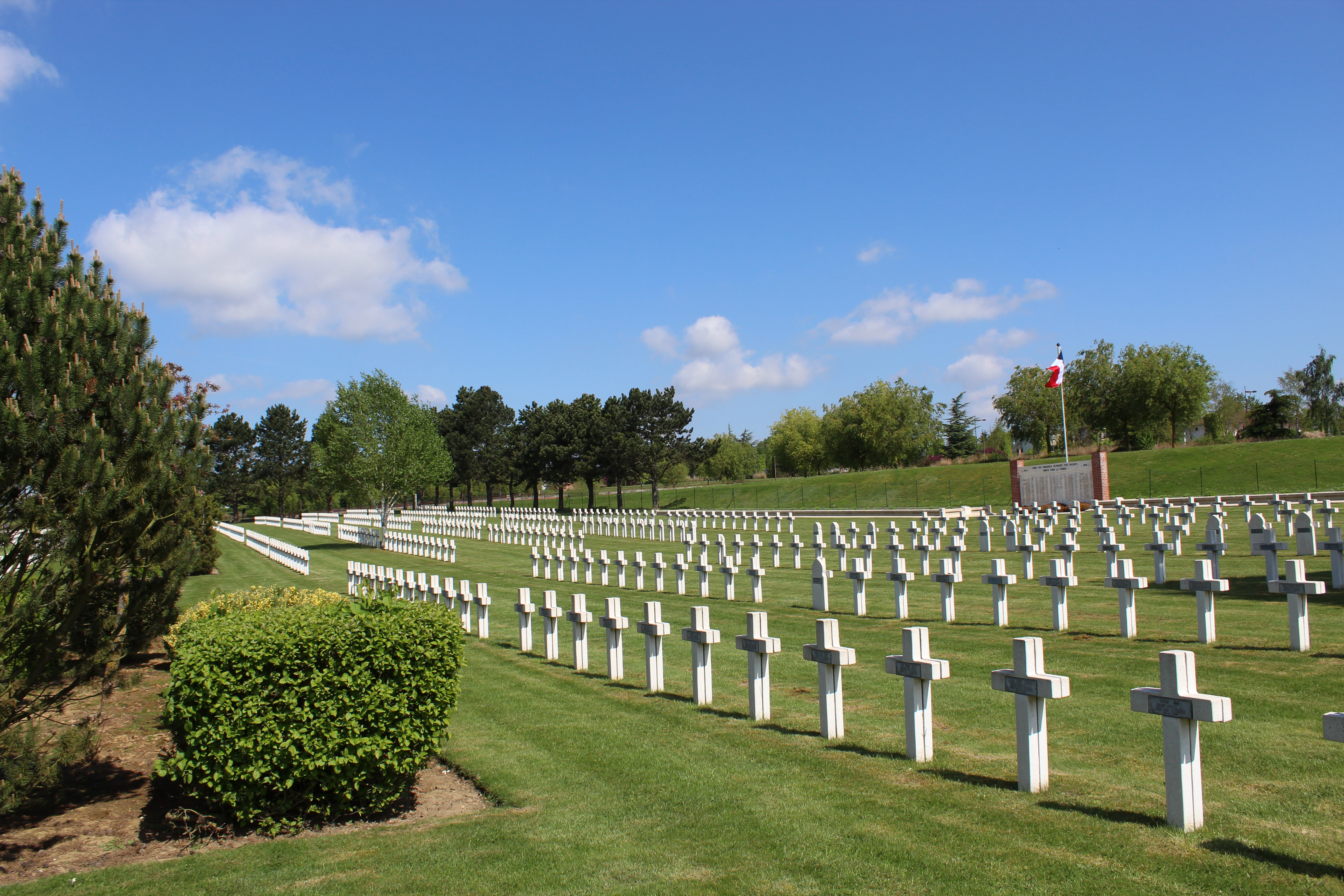
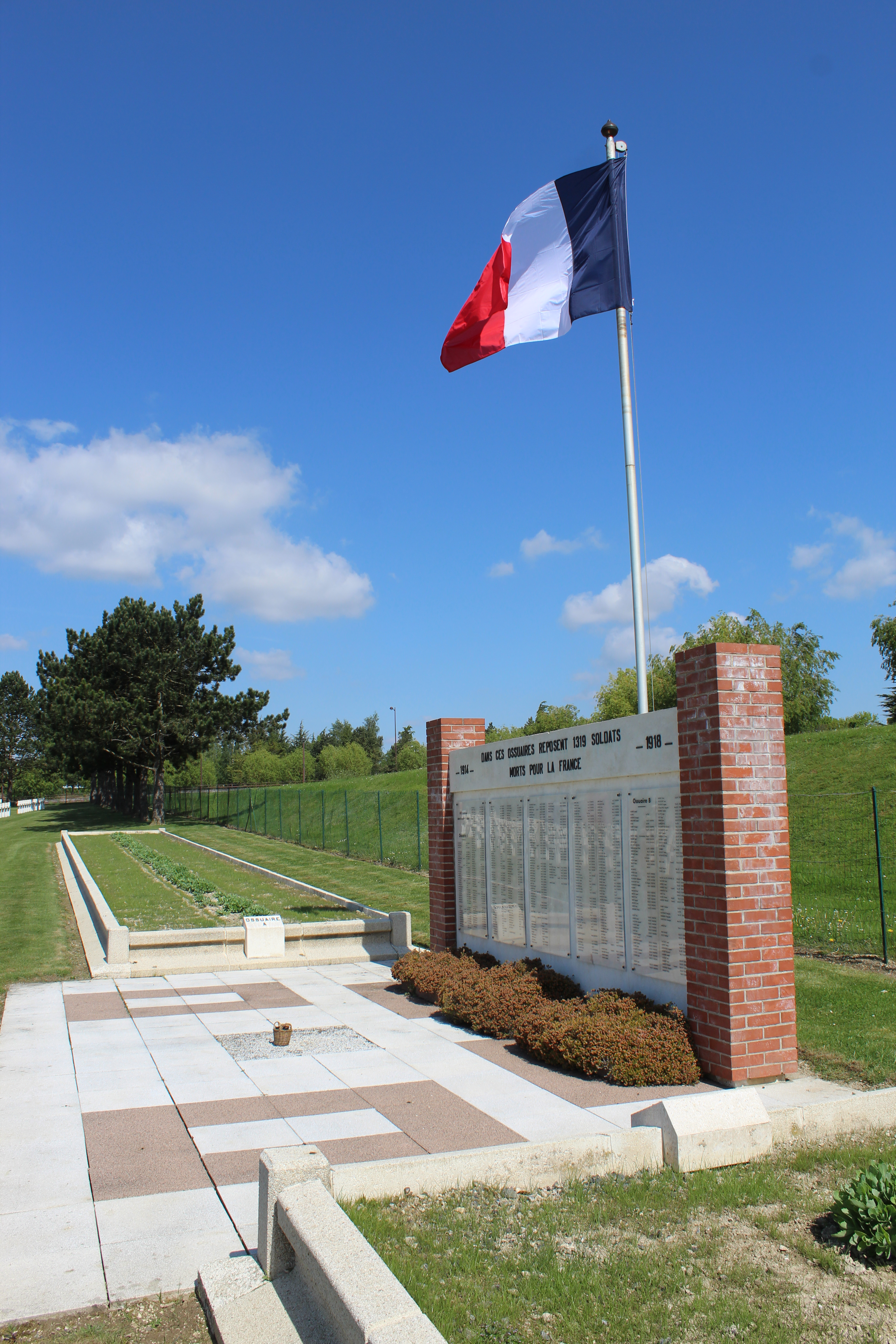

## Filme
- Saint-Quentin Vidéos: Nécropole Nationale de Saint-Quentin - Cimetière militaire de la guerre 1914-1918 bei youtube (Französischer Militärfriedhof Saint-Quentin)